# Amsterdam Oud-Zuid

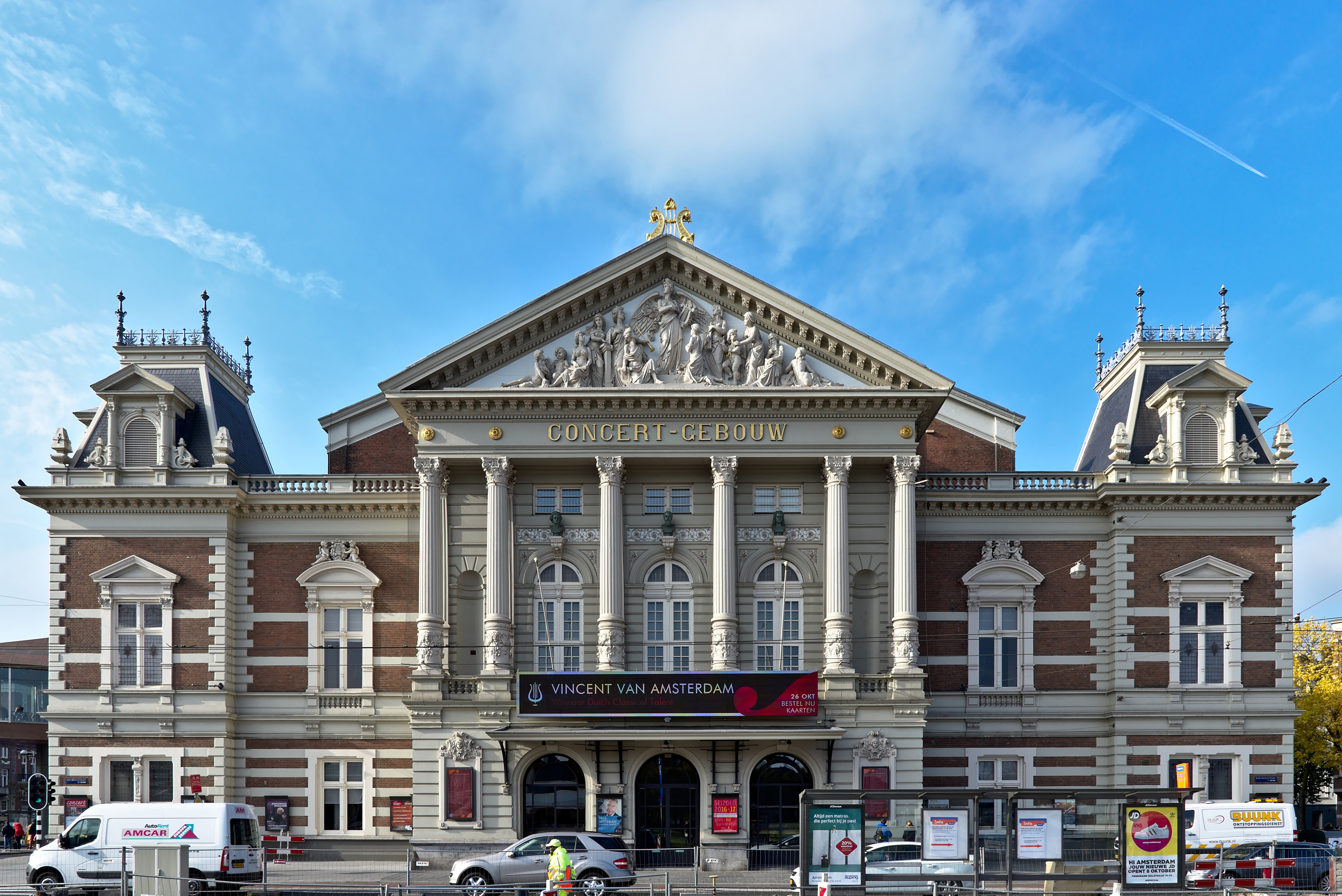
Concertgebouw

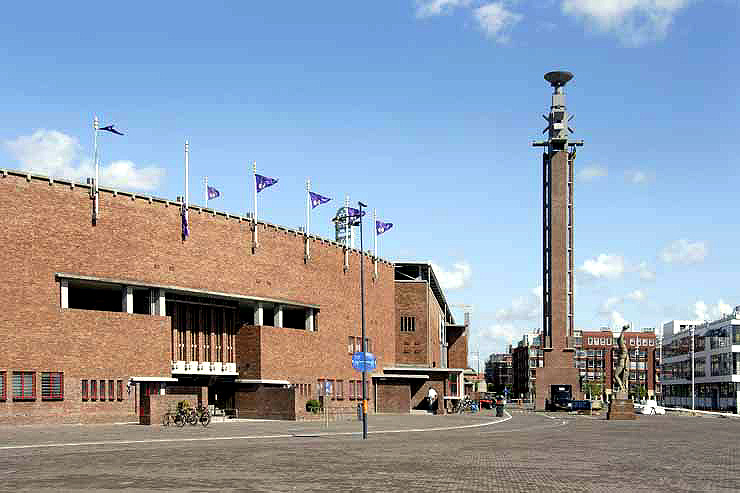
Olympisches Stadion

Oud-Zuid (deutsch Alt-Süd) ist ein ehemaliger Stadtbezirk in der Gemeinde Amsterdam, der 1998 aus den Stadtteilen Zuid und De Pijp entstanden ist. Bei dieser Fusion gingen die Prinses Irenebuurt mit der Rivierenbuurt und Buitenveldert in dem neuen Stadtteil Zuideramstel auf. 2010 wurde Oud-Zuid dem Stadtbezirk Amsterdam-Zuid angegliedert.
Am 1. Januar 2017 zählte der Stadtteil 85.875 Einwohner. Hier liegen unter anderem Amsterdams bekanntester Park, der Vondelpark, das Olympiastadion und das Museumsquartier.

## Viertel in Oud-Zuid
Oud-Zuid gliedert sich in zehn Wohnviertel:
- Oude Pijp
- Nieuwe Pijp
- Diamantbuurt (deutsch Diamantenviertel)
- Museumkwartier (deutsch Museumsviertel; umgangssprachlich auch Concertgebouwbuurt, deutsch Konzerthausviertel)
- Duivelseiland (deutsch Teufelsinsel)
- Willemspark (deutsch Wilhelmspark)
- Apollobuurt (deutsch Apolloviertel; umgangssprachlich auch Beethovenbuurt, deutsch Beethovenviertel)
- Stadionbuurt (deutsch Stadionviertel)
- Schinkelbuurt (deutsch Schinkelviertel)
- Hoofddorppleinbuurt (deutsch Hofddorpplatzviertel, dazugehörig: Schinkel bedrijventerrein (deutsch Gewerbegebiet Schinkel))

## Kulturelle Attraktionen
- das Rijksmuseum (Stadhouderskade 42)
- das Stedelijk Museum (Paulus Potterstraat 13)
- das Van Gogh Museum (Paulus Pottertstraat 7)
- der Concertgebouw (Concertgebouwplein 2–6)
- die Amsterdamer Architekturschule (Plan Zuid)